# Albert Fennell
Albert Fennell (* 29. März 1920 in London-Chiswick, Vereinigtes Königreich; † 17. April 1988 in Maulden, Bedfordshire) war ein britischer Filmproduzent, Fernsehproduzent und in jungen Jahren auch kurzzeitig ein Drehbuchautor.

## Leben und Wirken
Fennell wurde während des Zweiten Weltkriegs eingezogen und stieß kurz nach seiner Entlassung in das Zivilleben zum britischen Film. Hier begann er als Aufnahmeleiter und war 1946/47 für Gainsborough Pictures mit der Produktionsüberwachung zu beliebten Unterhaltungsfilmen wie Gefährliche Reise, Paganini und Die Wurzel allen Übels beschäftigt. Gleich darauf debütierte Fennell bei Idol of Paris als Produktionsleiter, seit 1953 war er regelmäßig als Filmproduzent bzw. Herstellungsleiter (executive producer) tätig. In dieser Funktion betreute Fennell eine Reihe von zum Teil beachtlichen Filmen, darunter die Alec-Guinness-Arbeiten Des Pudels Kern und Einst ein Held, der seinerzeit höchst umstrittene Voyeuristenschocker Augen der Angst, die gepflegte Schauergeschichte Schloß des Schreckens und ein Spätwerk der Free-Cinema-Bewegung, Lindsay Andersons Regiedebüt Lockender Lorbeer.
Weit über Großbritanniens Grenzen hinaus feierten er und sein Kollege Brian Clemens Triumphe mit der Agentenserie Mit Schirm, Charme und Melone, die vor allem auch in Deutschland eine große Fangemeinde besaß. Im Anschluss daran produzierte Fennell eine weitere, recht beliebte (Action-)Serie, Die Profis. Zwischenzeitlich war er zum Kinofilm zurückgekehrt und hatte Anfang der 1970er Jahre für die Hammer Films die Gruselgeschichten Dr. Jekyll und Sister Hyde und Captain Kronos – Vampirjäger sowie für eine andere Firma die Schauermär Tanz der Totenköpfe produziert. Seine Karriere beendete Albert Fennell mit zwei konventionellen Fernsehfilmen, die er kurz vor seinem Tode herstellte.

## Filmografie
als Produzent, Herstellungsleiter oder Produktionsleiter, wenn nicht anders angegeben:
- 1948: Idol of Paris
- 1949: The Cure for Love (nur Co-Drehbuch)
- 1953: Die blonde Spionin (Park Plaza 605) (auch Co-Drehbuch)
- 1954: Sein größter Prozess (The Green Scarf)
- 1956: The March Hare
- 1958: Der verrückte Mr. Webb (Next to No Time)
- 1958: Des Pudels Kern (The Horse’s Mouth)
- 1959: Augen der Angst (Peeping Tom)
- 1960: Dynamit und krumme Touren (There Was a Crooked Man)
- 1960: Einst ein Held (Tunes of Glory)
- 1961: Schloß des Schreckens (The Innocents)
- 1961: Hypno (Night of the Eagle)
- 1962: Lockender Lorbeer (This Sporting Life)
- 1963: Schule des süßen Lebens (Bitter Harvest)
- 1965–1969, 1976/77: Mit Schirm, Charme und Melone (The Avengers)
- 1970: Tödliche Ferien (And Soon the Darkness)
- 1971: Dr. Jekyll und Sister Hyde (Dr. Jekyll and Sister Hyde)
- 1972: Tanz der Totenköpfe (The Legend of Hell House)
- 1973: Captain Kronos – Vampirjäger (Captain Kronos – Vampire Hunter)
- 1977–1983: Die Profis (The Professionals)
- 1986: Bernard Miles on the Halls (Dokumentarfilm)
- 1987: Wagnis der Liebe (A Hazard of Hearts)
- 1988: Gefährdete Liebe (The Lady and the Highwayman)